# Wolfgang Krawietz
Wolfgang Krawietz (* 17. Juli 1920 in Stettin; † 21. April 2001 in Münster) war ein deutscher Sanitätsoffizier und Generalstabsarzt des Heeres der Bundeswehr.

## Leben
Krawietz, Sohn eines Oberstabsarztes, besuchte das humanistische Marienstiftsgymnasium in Stettin. Nach dem Abitur war er bis Dezember 1939 im Reichsarbeitsdienst. Im Jahr 1940 trat er als Sanitätsoffizier-Anwärter in die Militärärztliche Akademie in Berlin. Unterbrochen von mehreren Front- und Lazaretteinsätzen im Heer der Wehrmacht, studierte er an der Schlesischen Friedrich-Wilhelms-Universität Breslau, der Friedrich-Wilhelms-Universität zu Berlin, der Julius-Maximilians-Universität Würzburg, der Preußischen Universität zu Greifswald und der Medizinischen Akademie Danzig Medizin. 1945 wurde er in Berlin zum Dr. med. promoviert. Bei Kriegsende war er Assistenzarzt (Leutnant).
In der Nachkriegszeit in Deutschland durchlief er am Krankenhaus in Uetersen die Ausbildung in Chirurgie. Seit 1952 Facharzt für Chirurgie, war er fünf Jahre Oberarzt am DRK-Krankenhaus in Bassum. Im Jahr 1957 trat er in die neu aufgestellte Bundeswehr, zunächst als Stabsarzt beim Sanitätsbataillon 1 in Bad Eilsen. Er kam noch im selben Jahr an die Sanitätstruppenschule der Bundeswehr. Dort war er vier Jahre Kompaniechef der Offizier- und Unteroffizier-Lehrkompanie. Nach mehreren Verwendungen im Sanitätsdienst Heer (Brigadearzt) kam er als Hilfsreferent an das Bundesministerium der Verteidigung. Er war Lehrstabsoffizier an der Führungsakademie der Bundeswehr und Korpsarzt beim I. Korps. Am 1. Oktober 1975 wurde er unter gleichzeitiger Beförderung Generalarzt des Heeres im Heeresamt in Köln. Mit Beförderung zum Generalstabsarzt übernahm er am 1. Oktober 1976 den Dienstposten des Stellvertreters des Inspekteurs des Sanitäts- und Gesundheitswesens der Bundeswehr. Nach der Pensionierung im Oktober 1980 war er bis 1993 Bundesarzt der Johanniter-Unfall-Hilfe. Daneben errichtete er beim Technischen Überwachungs-Verein ein Zentrum für Arbeitsmedizin, das er bis zum Jahr 1987 leitete. Die arbeitsmedizinische Betreuung des Jagdgeschwaders 72 „Westfalen“ übernahm er bis 1994 selbst. In der Deutschen Gesellschaft für Wehrmedizin und Wehrpharmazie war er Vorsitzender der Bereichsgruppe Westfalen-Lippe.

## Ehrungen
- Eisernes Kreuz 2. Klasse
- Verdienstorden der Bundesrepublik Deutschland, Bundesverdienstkreuz 1. Klasse (1978)
- Großes Bundesverdienstkreuz (1980)
- Ehrenmitglied der Deutschen Gesellschaft für Wehrmedizin und Wehrpharmazie (2000)